# Esther und Rudolf Guyer
Esther (* 12. August 1931 in Aarau) und Rudolf (* 4. März 1929 in St. Gallen) Guyer sind ein Schweizer Architektenpaar. Sie sind tätig in Zürich und Zumikon.

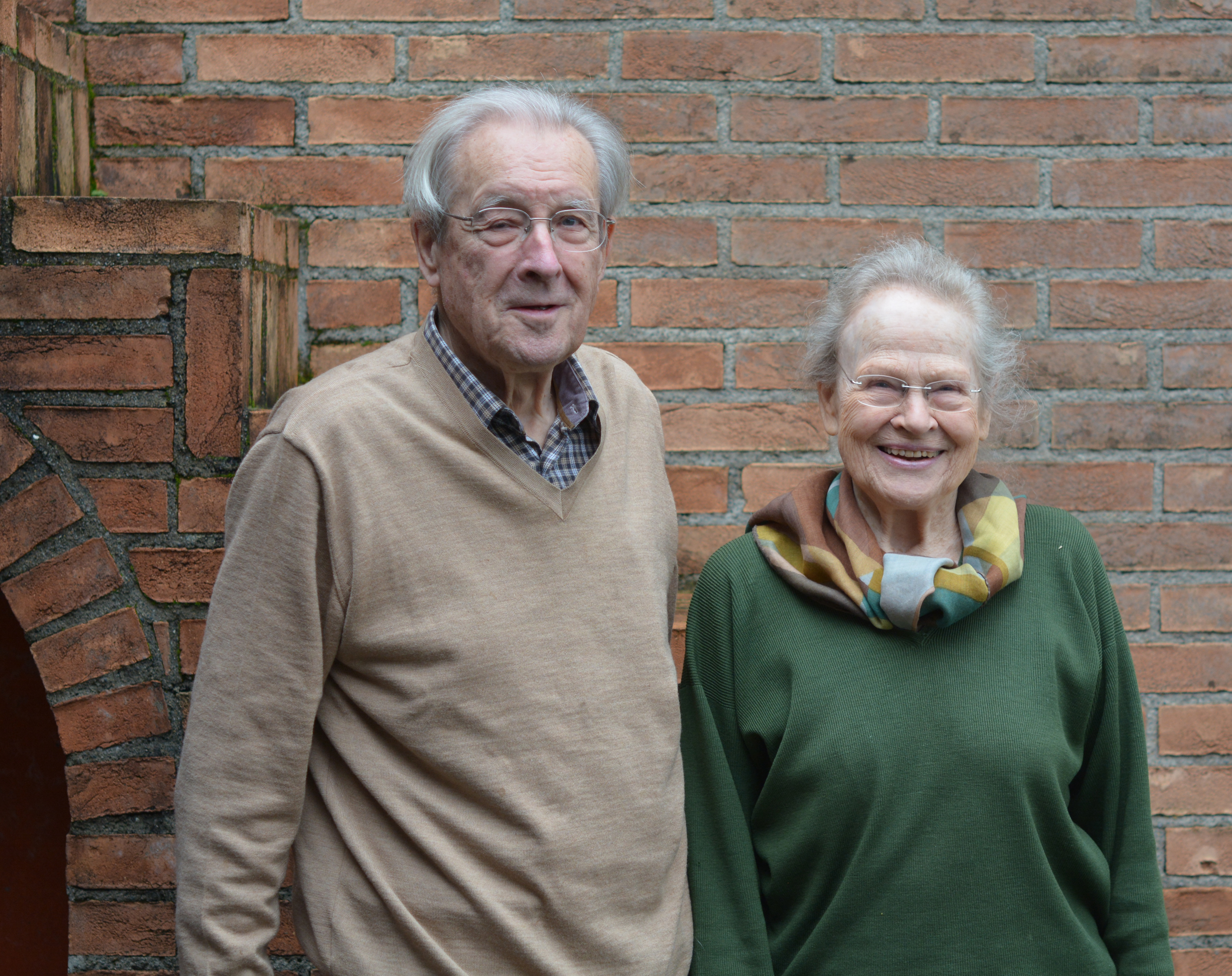
Rudolf und Esther Guyer, 2017

## Werdegang
Esther und Rudolf lernten sich 1950 während des Studiums an der ETH Zürich kennen. Im Jahr 1953 machten beide ein Praktikumsjahr in Rom. Anschliessend gingen sie für drei Jahre in die USA. Beide arbeiteten in Columbus und von 1958 bis 1959 in New York. Beide wurden 1967 in den BSA berufen und sind Mitglieder im SIA.
Esther und Rudolf Guyer sind die Eltern des Schweizer Architekten Mike Guyer. Das Ehepaar Guyer war befreundet mit Andres Liesch.

## Bauten

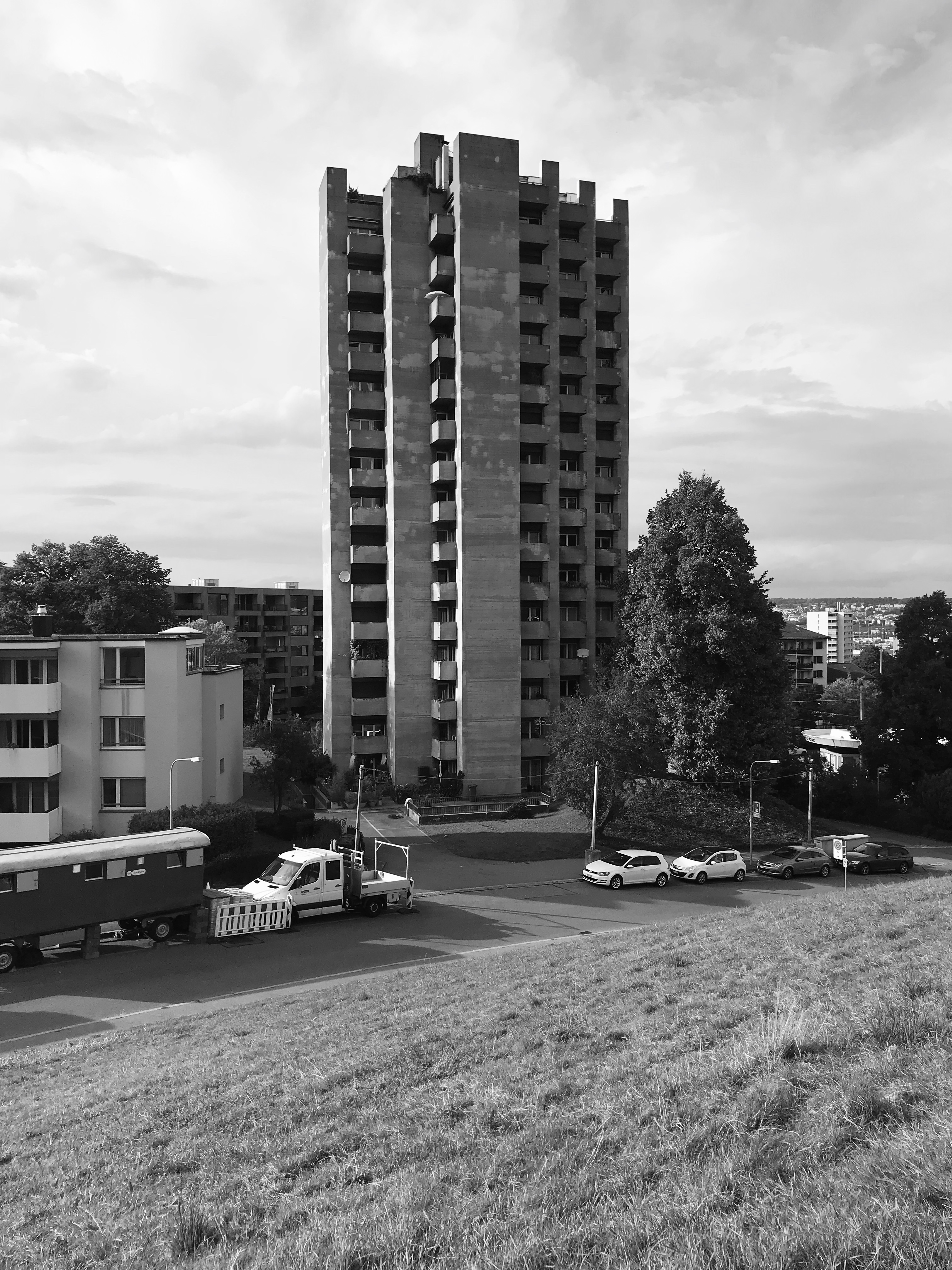
Hochhaus Triemli, Zürich
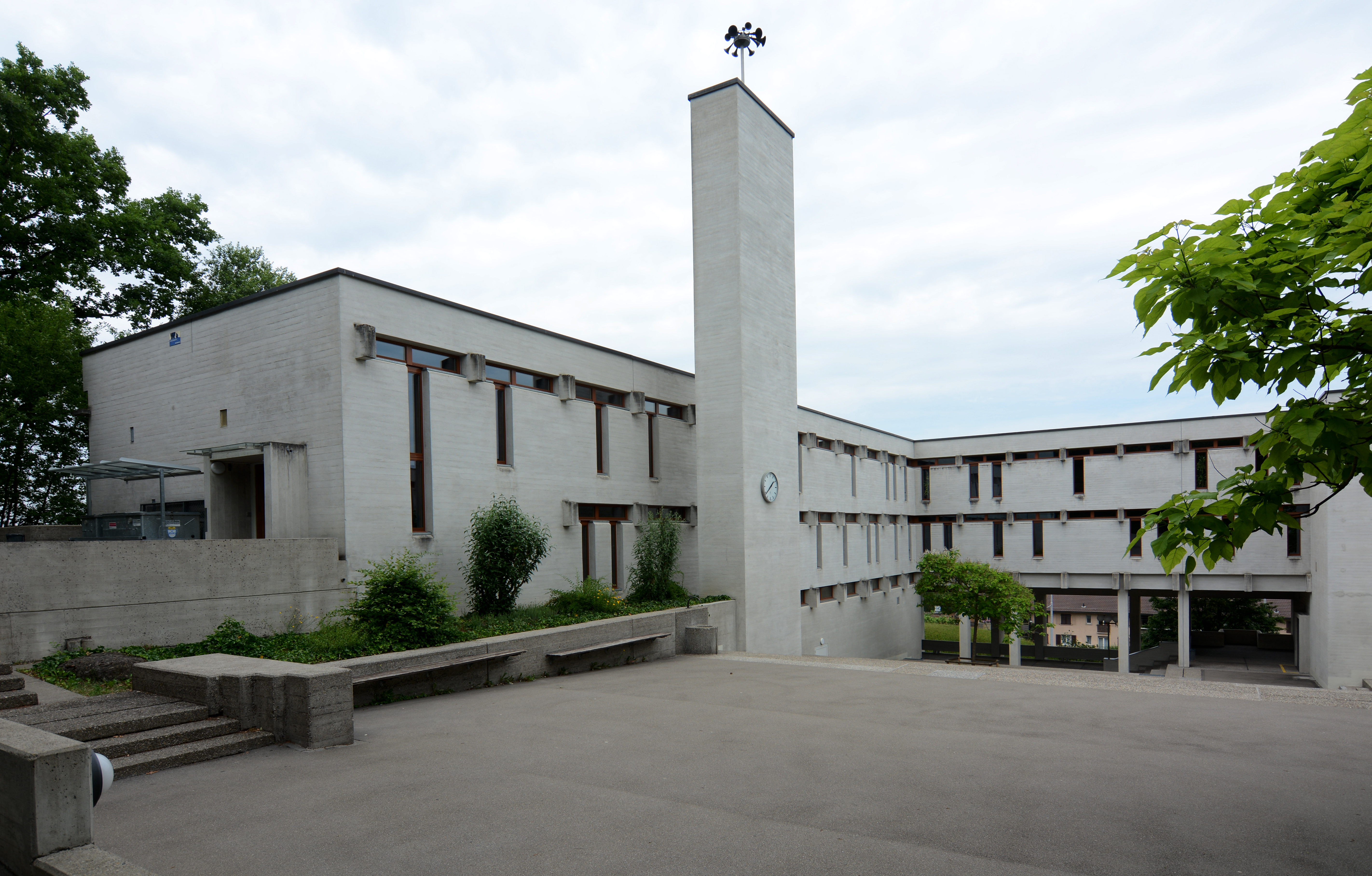
Schulhaus Stettbach
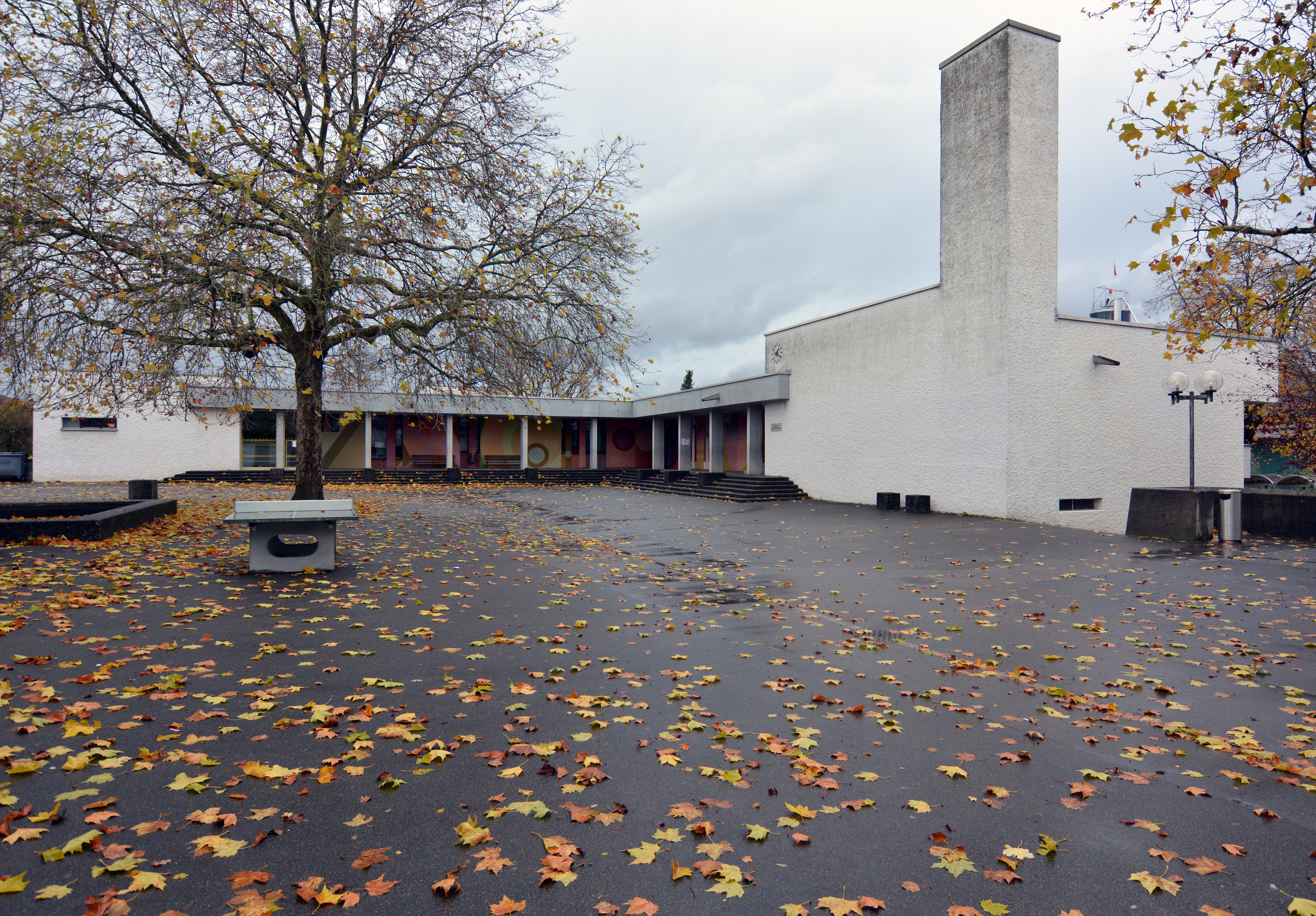
Schulhaus Fondli, Dietikon
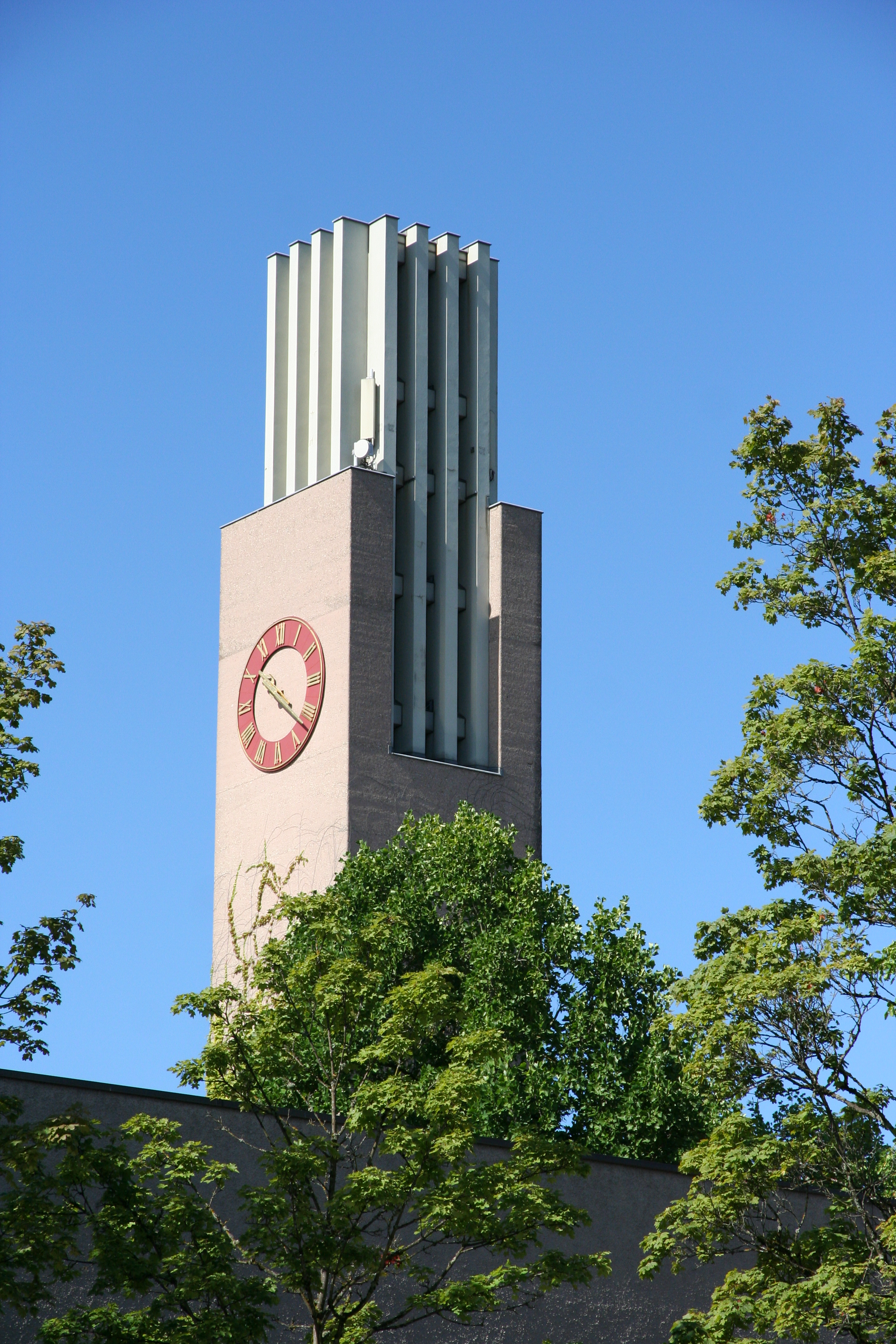
Kirche Glaubten, Affoltern
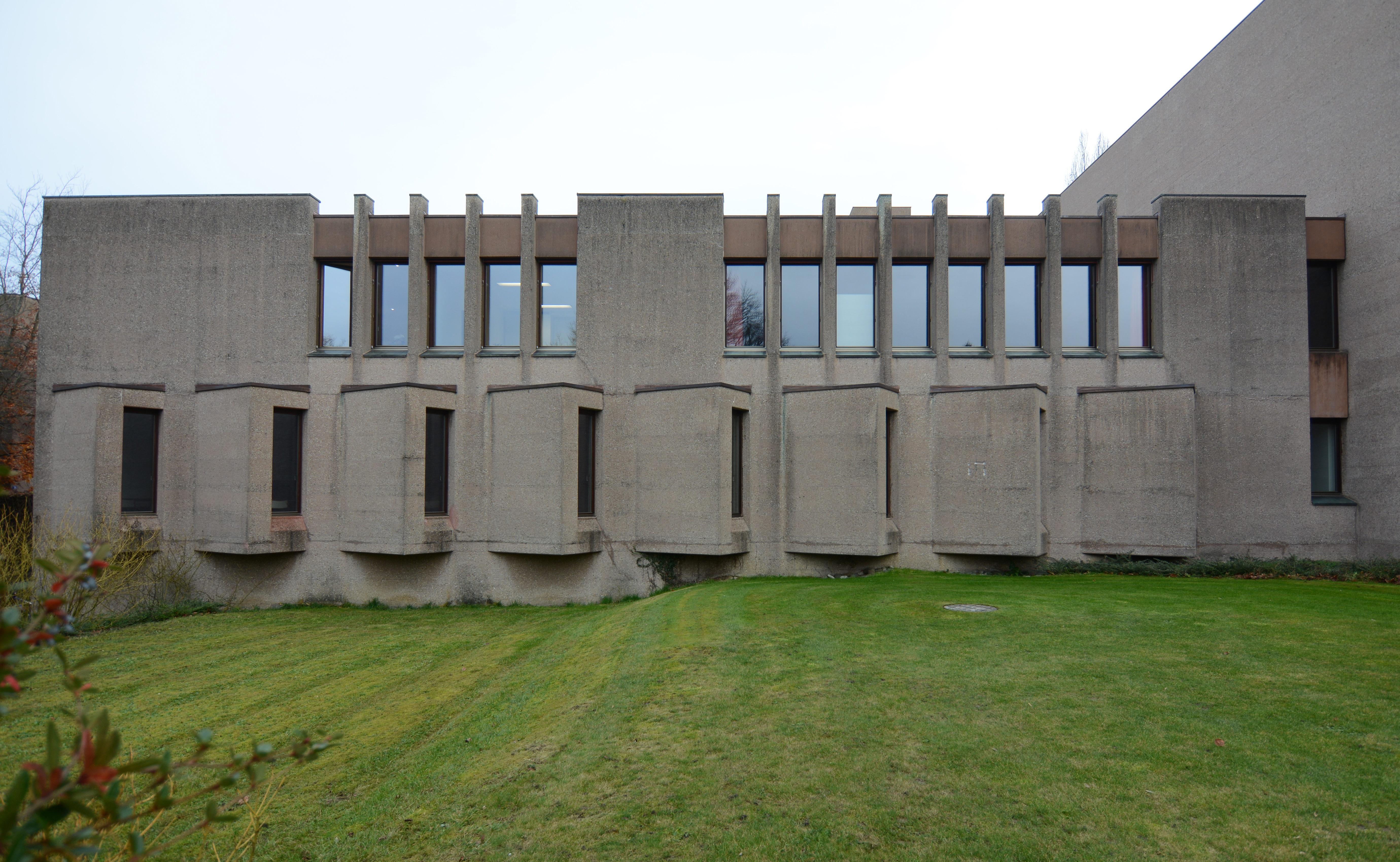
Kantonales Lehrerseminar Kreuzlingen
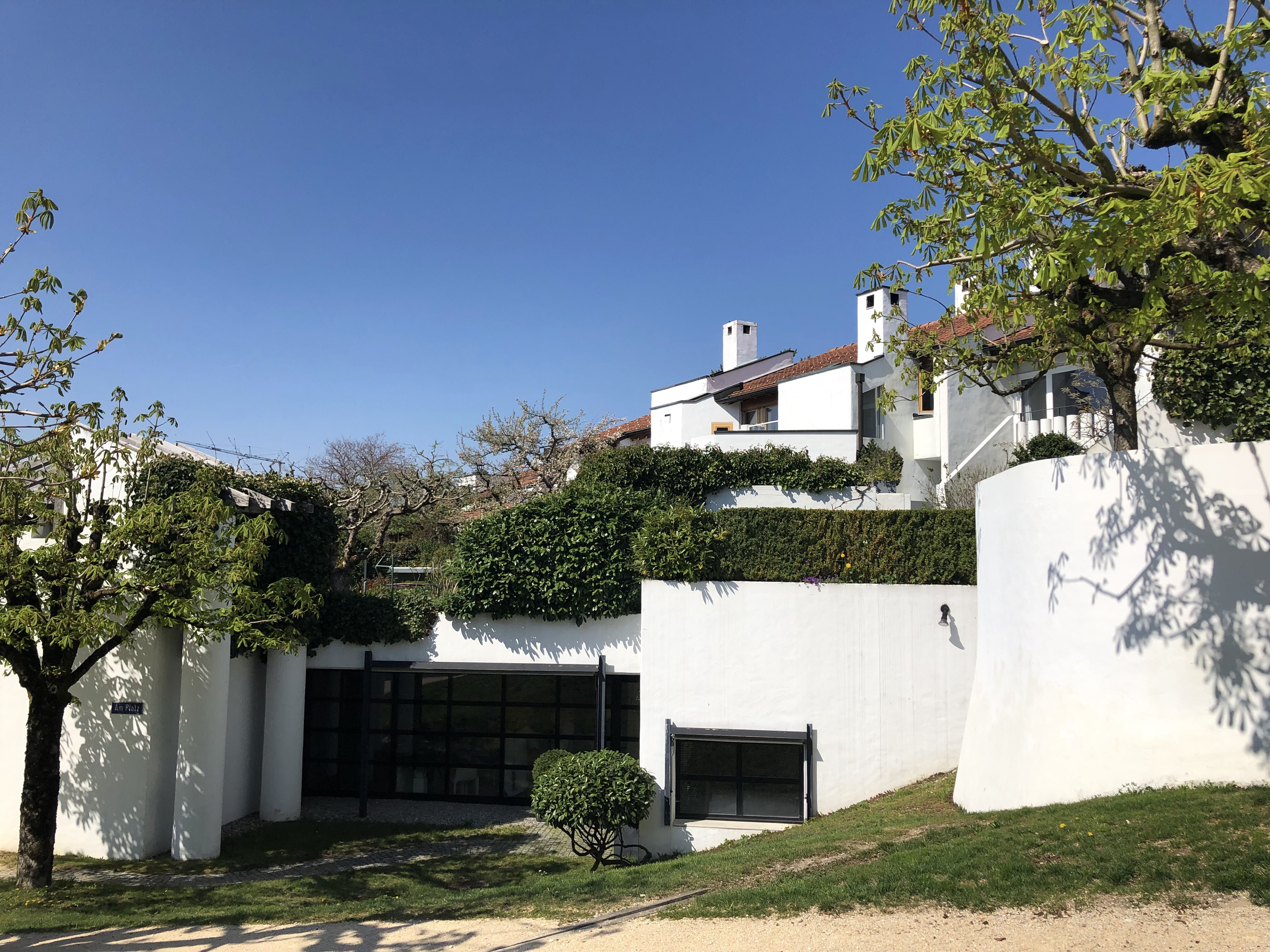
Siedlung Seldwyla, Zumikon
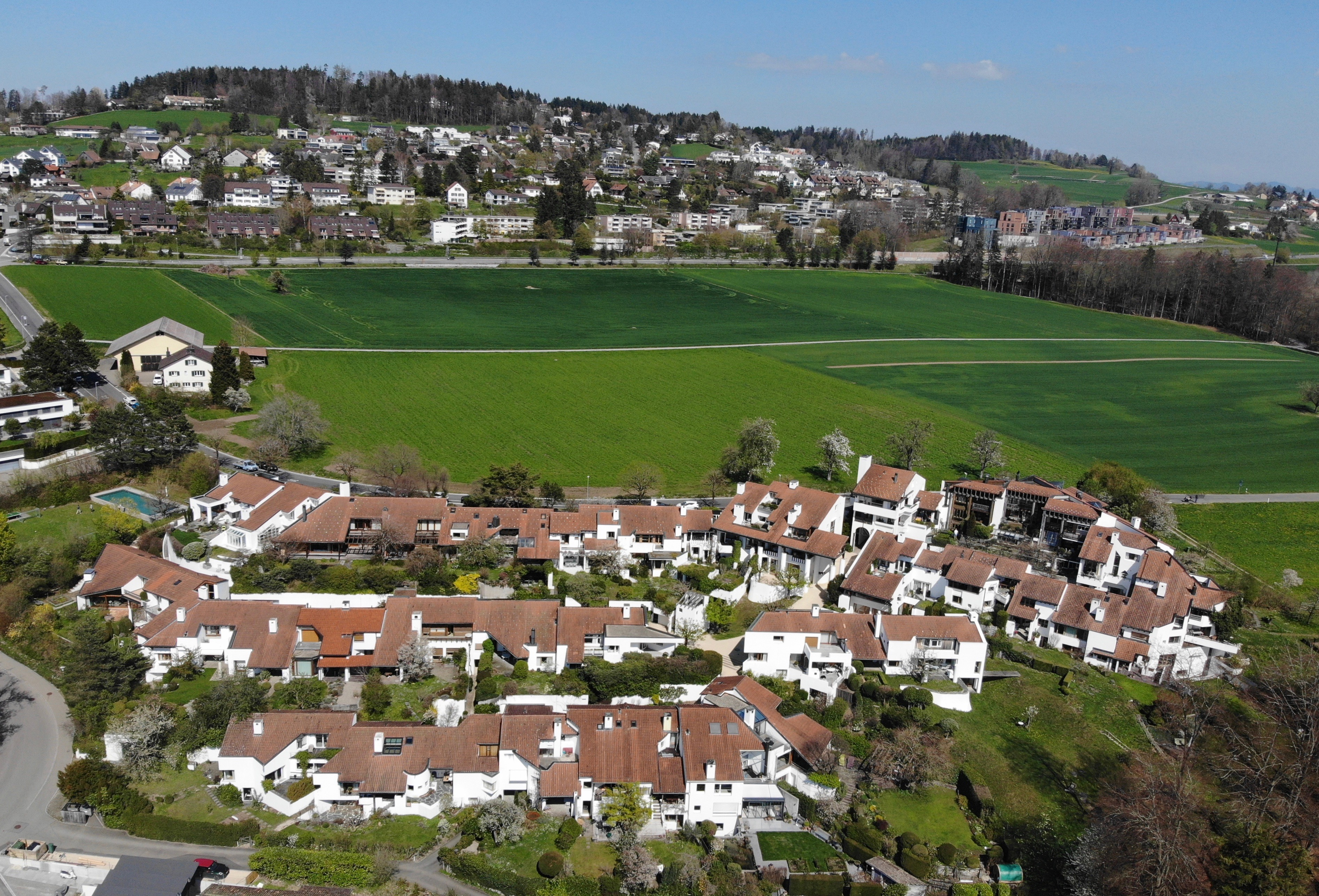
Siedlung Seldwyla, Luftaufnahme
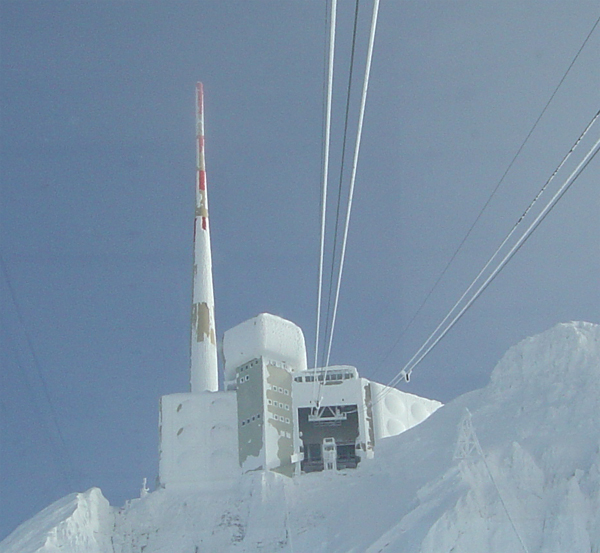
Säntis-Schwebebahn, Bergstation
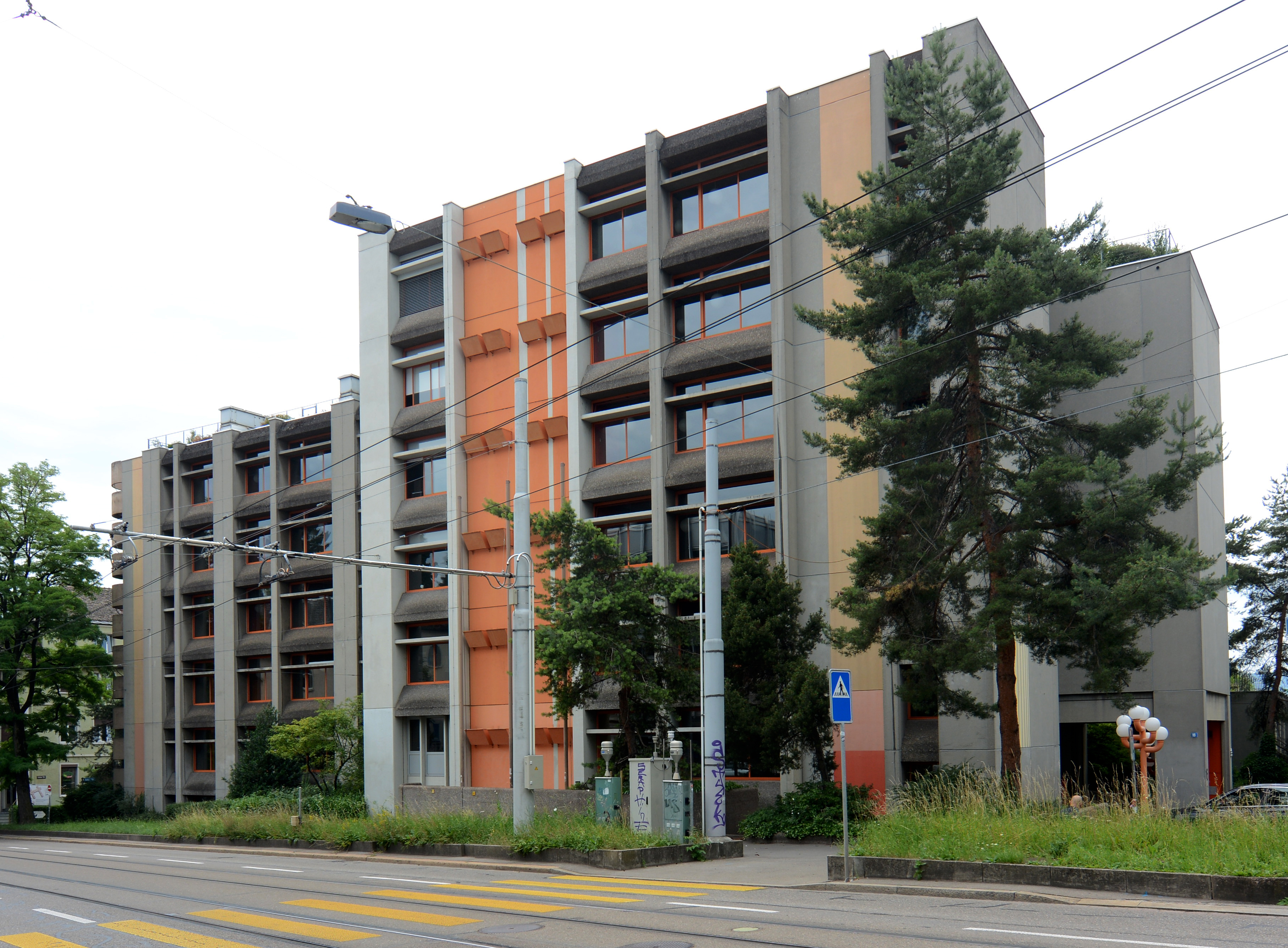
Gewerbeschulhaus Unterstrass

- 1960–1965: Afrikaans – Zoo, Zürich mit Rudolf Zürcher[4]
- 1965: Schulhaus Fondli, Dietikon
- 1955–1966: Hochhaus am Triemliplatz, Zürich[5]
- 1957–1967: Genie-Waffenplatz, Bremgarten mit Manuel Pauli und August Volland
- 1964–1967: Schule Stettbach, Schwamendingen
- 1965–1972: Kirche Glaubten, Affoltern
- 1969–1972: Kantonales Lehrerseminar, Kreuzlingen[6][7]
- 1967–1974: Gewerbeschulhaus Unterstrass[8]
- 1968–1976: Bergstation Säntis-Schwebebahn, Schwende[9]
- 1975–1978: Siedlung Seldwyla – Häuser 3 & 13, Zumikon
- 1975: Ausbildungszentrum Wolfsberg, Ermatingen[10]
- 1979: Projekt zur Umnutzung und Neunutzung der Papierwerk, Zürich
- 1978–1983: Gebäude der äusseren Klausur – Kartause Ittingen, Warth TG
- 1985: Zweifamilienhäuser, Zug
- 1986: Ernst Basler & Partner Büro, Zollikon
- 1986: Wohnbebauung, Zollikon[11]
- unbekannt: Lilienberg, Ermatingen

## Hochhaus am Triemliplatz
Das Hochhaus am Triemliplatz ist in der Liste der Hochhäuser in Zürich eingetragen. Das Hochhaus wurde zum «hässlichsten Haus» der Schweiz gewählt. Der Entwerfer des Hauses, Rudolf Guyer, kommentierte diese Wahl mit den Worten: «Dass Laien das Gebäude hässlich finden, ist mir egal. Hauptsache, den anderen Architekten gefällt es.»

## Ehemalige Mitarbeiter
- 1964–1966: Adrian Meyer
- 1966–1967: Fausto Chiaverio
- 1973–1977: Marc Ryf
- 1980: Mike Guyer
- 1981–1985: Lucas Schwarz
- 1986–1988: Michel Zünd